# Amago Katsuhisa
Amago Katsuhisa est un nom japonais traditionnel ; le nom de famille (ou le nom d'école), Amago, précède donc le prénom (ou le nom d'artiste).
Amago Katsuhisa (尼子 勝久, 1553-8 août 1578) est un daimyo membre du clan Amago, puissant clan japonais de la région de Chūgoku du Japon, soutenu par Yamanaka Yukimori, vassal du clan.
Il naît avec le nom d'« Amago Masahisa » en 1553. L'année suivante, le père et le grand-père de Katsuhisa sont tués par Amago Haruhisa, ce qui amène Katsuhisa à devenir bhikkhu (moine bouddhiste). Après que le clan Amago est renversé par Mōri Motonari en 1566, Yamanaka Yukimori soutient Katsuhisa contre le clan Mōri en 1568. Il est vaincu par Mōri Terumoto à Nunobeyama en 1570 et s'enfuit aux îles Oki.
Katsuhisa rentre plus tard et s'empare des provinces de Tajima et Inaba, défend le château de Kōzuki pour le compte de Toyotomi Hideyoshi contre le clan Mōri. Il est attaqué par Kobayakawa Takakage et Kikkawa Motoharu, est défait et se suicide.

## Source de la traduction
- (en) Cet article est partiellement ou en totalité issu de l’article de Wikipédia en anglais intitulé « Amago Katsuhisa » (voir la liste des auteurs).